# 国際連合安全保障理事会決議1691
国際連合安全保障理事会決議1691（こくさいれんごうあんぜんほしょうりじかいけつぎ1691、英: United Nations Security Council Resolution 1691, UNSCR1691）は、2006年6月22日に国際連合安全保障理事会で採択された決議。モンテネグロの国連加盟に関するものである。

## 概要
決議では、モンテネグロの加盟申請を検討した後、理事会は総会に対してその承認を勧告した。採択は無投票でなされた。
モンテネグロは2006年6月28日に「モンテネグロ共和国（英語：the Republic of Montenegro）」として国連に加盟した。 2007年10月に同国で新憲法が採択されると、この名前は短縮形「モンテネグロ（Montenegro）」に修正された。